# يان لويس
يان لويس (29 سبتمبر 1935 - 20 نوفمبر 2004) (بالإنجليزية: Ian Lewis)‏ هو لاعب كريكت أيرلندي. شارك مع منتخب أيرلندا للكريكت.